# Tridens
Genre
Synonymes
- Antonella Caro[2]
- Gossweilerochloa Renvoize[2]
- Tricuspis P.Beauv.[2]
- Windsoria Nutt.[2]

Tridens est un genre de plantes monocotylédones de la famille des Poaceae, sous-famille des Chloridoideae, originaire d'Amérique, qui comprend une vingtaine d'espèces.
Ce sont des plantes herbacées vivaces, généralement sans rhizomes, aux tiges dressées, robustes, pouvant atteindre de 20 à 180 cm de long. Les inflorescences, généralement terminales, sont des panicules ou composées de racèmes.

## Liste d'espèces
Selon The Plant List (25 mai 2018) :
- Tridens albescens (Vasey) Wooton & Stand.

- Tridens ambiguus (Elliott) Schult.
- Tridens brasiliensis (Steud.) Parodi
- Tridens buckleyanus (Dewey) Nash
- Tridens carolinianus (Steud.) Henrard
- Tridens chapmanii (Small) Chase
- Tridens congestus (Dewey) Nash
- Tridens eragrostoides (Vasey & Scribn.) Nash
- Tridens flaccidus (Döll) Parodi
- Tridens flavus (L.) Hitchc.
- Tridens hackelii (Arechav.) Parodi
- Tridens muticus (Torr.) Nash
- Tridens nicorae Anton
- Tridens oklahomensis (Feath.) Feath.
- Tridens riograndensis Acedo & Llamas
- Tridens strictus (Nutt.) Nash
- Tridens texanus (S.Watson) Nash